# Masvingo (tỉnh)
Masvingo, tên cũ Victoria, là tỉnh ở đông nam Zimbabwe . Theo điều tra dân số năm 2022, tỉnh có 1,638 triệu dân, đứng thứ 5/10 toàn quốc. Do Công ty Nam Phi của Anh thành lập, đây là một trong năm tỉnh ban đầu của Nam Rhodesia. Năm 1982, hai năm sau khi Zimbabwe giành độc lập, tỉnh được đổi tên thành Masvingo. Masvingo có 7 huyện, trong đó có huyện Masvingo, nơi đặt thủ phủ là thành phố Masvingo.
Phía tây nam tỉnh Masvingo giáp tỉnh Matabeleland Nam, tây bắc giáp tỉnh Midlands, đông bắc giáp tỉnh Manicaland và đông năm giáp Mozambique. Diện tích toàn tỉnh là 56.566 kilômét vuông (21.840 dặm vuông Anh), bằng 14,48% tổng diện tích Zimbabwe, lớn thứ ba toàn quốc, sau Matabeleland Bắc và Mashonaland Tây. Thành phần đa dạng sắc tộ, đa số là dân Karanga thuộc nhóm Shona, cùng các nhóm thiểu số Shangani ở phía đông nam và Ndebele ở phía tây. Kinh tế chủ yếu tập trung vào nông nghiệp và du lịch. Masvingo có Di sản Thế giới Đại Zimbabwe là điểm thu hút nhiều khách du lịch.

## Địa lý

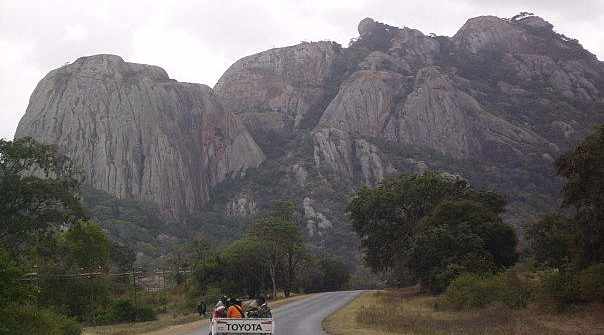
Cảnh quan dọc theo cao tốc A1 đoạn giữa Beitbridge và Masvingo, năm 2006

### Khí hậu
Tỉnh Masvingo có khí hậu thảo nguyên nhiệt đới và nằm ở vùng trũng nước nơi lượng mưa rất ít và không ổn định. Phần lớn khu vực phía nam thường xuyên bị hạn hán, xếp hạng 5 trong hệ thống vùng khí hậu quốc gia. Do đó, nhìn chung không thích hợp cho nông nghiệp, ngoại trừ chăn nuôi gia súc.

## Nhân khẩu học
| Điều tra dân số | Dân số    |
| --------------- | --------- |
| 2002            | 1.320.438 |
| 2012            | 1.485.090 |
| 2022            | 1.638.528 |

## Hành chính

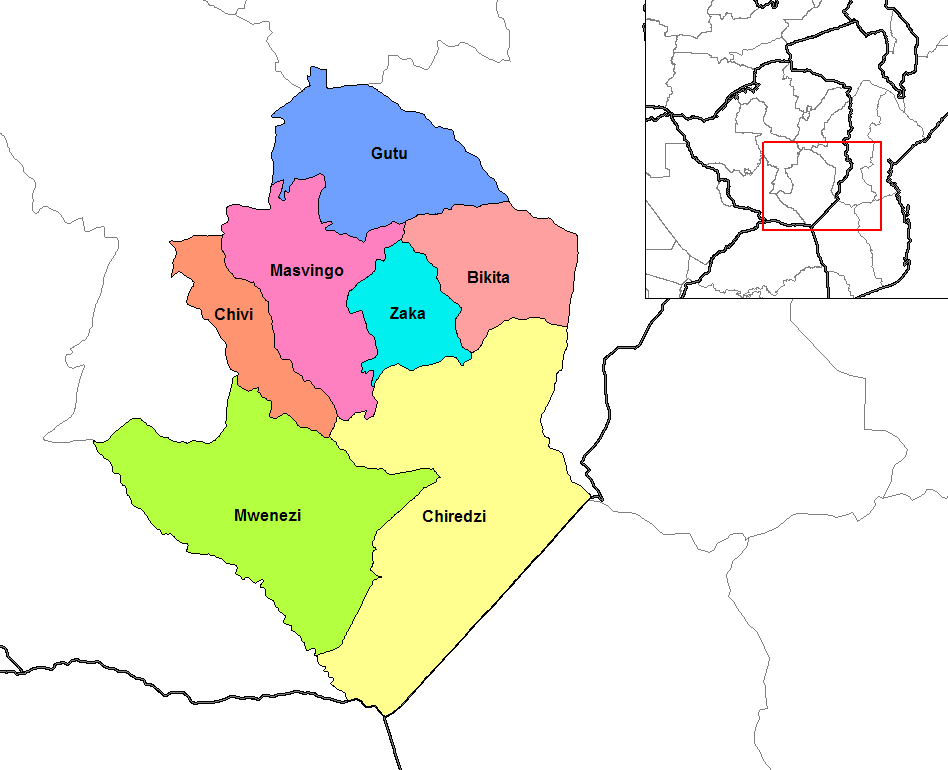
Các huyện của Masvingo

### Bầu cử
Masvingo thường được coi là thành trì của đảng cầm quyền ZANU-PF, đảng cầm quyền. Trong cuộc bầu cử quốc hội năm 2005, ngoại trừ một huyện, ZANU-PF giành chiến thắng trong hết các huyện còn lại với 14 ghế được tranh cử.  Trong cuộc bầu cử tháng 3 năm 2008, 7 huyện được phân bổ lại thành 26 khu vực bầu cử.

## Nhân vật đáng chú ý
Masvingo sản sinh ra một số nhân vật đáng chú ý trong lịch sử Zimbabwe, như Lãnh đạo đảng liên minh MDC Nelson Chamisa, tổng thống Emmerson Mnangagwa, Simon Muzenda, luật sư và chính trị gia Edson Zvobgo, doanh nhân Paul Tangi Mhova Mkondo, Crispen Mandizvidza, đại sứ Stan Mudenge và Alois Chidoda; nghị sĩ Shuvai Mahova, Tư lệnh Không quân Josiah Tungamirai; Thống đốc Josiah Hungwe.